# Джаияни, Дмитрий
Дмитрий Джаияни (груз. დიმიტრი ჯაიანი; 20 августа 1950, Сенаки — 9 декабря 2017, Измир) — советский и грузинский актёр театра и кино, театральный деятель, народный артист Грузинской ССР (1989).

## Биография
Дмитрий Джаияни родился 20 августа 1950 года в Сенаки. В 1973 году окончил актёрский факультет Тбилисского театрального университета имени Шота Руставели.
В 1973—1982 годах играл в грузинской труппе Сухумского государственного драматического театра им. С. Чанба (сейчас Абхазский государственный драматический театр).
В 1982 году стал актёром Сухумского государственного драматического театра им. Гамсахурдия, а с 1992 года был его директором и художественным руководителем.
С 2010 года был координатором районных театров Союза деятелей театра Грузии. С 2013 года возглавлял министерство образования и культуры правительства Абхазии в изгнании. Был депутатом Парламента Грузии.
Умер 9 декабря 2017 года в Измире Турция от сердечного приступа. Похоронен в пантеоне Сабуртало.

## Награды и премии
- Народный артист Грузинской ССР (1989).
- Государственная премия Грузии (1995).
- Орден Чести (Грузия) (1998)[6].
- Лауреат премии им. К. Марджанишвили.
- Лауреат премии им Г. Шервашидзе.
- Кавалер ордена Украины «Престиж».

## Работы в театре
- «Царь Георгий» («Право гроссмейстера»)
- «Борьба за престол» Г. Ибсен — король Хоккон Хэнконсен
- «1832» Г. Батиашвили — Элизбар Эрсит

## Фильмография
1. 1975 — Первая ласточка — Нури Хомерики (озвучена Вадимом Спиридоновым)
2. 1980 — Огарёва, 6 — Виктор Васильевич Кажаев (в титрах Д. Джаяни)
3. 1985 — Кто четвёртый? (ვინ არის მეოთხე?) — Леван
4. 1990 — Похороны Сталина — Джумбер Сергеевич, майор, племянник Берии
5. 2001 — Перелёт ангелов (Грузия)